# صلاح‌الدین شلبی
صلاح‌الدین شلبی (انگلیسی: Salah El-Din Shalabi؛ زادهٔ ۱ اوت ۱۹۴۹) بازیکن واترپلو اهل مصر بود.